# نانسي ليفسون
نانسي ليفسون (بالإنجليزية: Nancy Leveson)
نانسي ج ليفسون هي رئيسة الخبراء الأمريكيين في سلامة و أمان نظم البرامج, هي بروفيسور في الملاحة الجوية و الفضائية في معهد ماساتشوستس للتقنية,أمريكا.
نانسي ليفسون حاصلة على شهادات في علوم ( الكومبيوتر, الرياضيات, الإدارة) من جامعة كاليفورنيا,لوس أنجلوس, كما أنها حاصلة على شهادة دكتوراه في عام 1980.
عملت في جامعة كاليفورنيا، إرفاين و في جامعة واشنطن كعضو في هيئة التدريس. درست نظم الحياة الحرجة(التي من الممكن أن تسبب الوفاة أو اصابة للإنسان,أن تسبب أذى للبيئة) مثل نظام تجنب التصادم الجوي لتجنب التصادم الجوي بين الطائرات و المشاكل الناتجة من جهاز العلاج الإشعاعي ثيراك 25.
تشغل ليفسون أيضاً منصب محرر في جريدة IEEE Transactions on Software Engineering. و هي عضو في رابطة مكائن الحوسبة، آي تريبل إي, مجتمع المعلوماتية, المعهد الأمريكي للملاحة الجوية و الفضائية.

## السيرة الذاتية
نانسي ليفسون في بروفيسور في الملاحة الجوية و الفضائية و برفيسور في هندسة نظم المعلوماتية من معهد ماساتشوستس للتقنية. هي أيضاً عضو منتخب في أكاديمية المهندسين العالمية. البروفيسور ليفسون أجرت بحث في سلامة أنظمة الأجهزة, سلامة البرمجيات, هندسة أنظمة الأجهزة و البرمجيات, و التفاعل البشري مع الكومبيوتر. في عام 1999 حازت على جائزة ACM Allen Newell لأبحاث علوم الكومبيوتر و في عام 1995 حازت على جائزة في نظم المعلومات, و في عام 2006 حازت على جائزة ACM Sigsoft Outstanding Research. نشرت ما يزيد على 200 ورقة بحث كما ألفت كتانبين الأول " Safeware: System Safety and Computers" نُشر في عام 1995, و الثاني "Engineering a Safer World" نُشر في عام 2012.